# Despotovo
Despotovo (izvirno srbsko Деспотово) je naselje v Srbiji, ki upravno spada pod Občino Bačka Palanka; slednja pa je del Južnobačkega upravnega okraja.

## Demografija
V naselju živi 1654 polnoletnih prebivalcev, pri čemer je njihova povprečna starost 40,3 let (39,4 pri moških in 41,1 pri ženskah). Naselje ima 676 gospodinjstev, pri čemer je povprečno število članov na gospodinjstvo 3,10.
To naselje je, glede na rezultate popisa iz leta 2002, v glavnem srbsko.
|  |

| Demografija | Demografija     | Demografija     |
| Leto        | Št. prebivalcev | Št. prebivalcev |
| ----------- | --------------- | --------------- |
|             |                 |                 |
|             |                 |                 |
|             |                 |                 |
|             |                 |                 |
| 1948        | 2425            |                 |
| 1953        | 2346            |                 |
| 1961        | 2396            |                 |
| 1971        | 2402            |                 |
| 1981        | 2150            |                 |
| 1991        | 2081            | 2071            |
| 2002        | 2120            | 2096            |
|             |                 |                 |

| Etnična sestava po popisu iz leta 2002 | Etnična sestava po popisu iz leta 2002 | Etnična sestava po popisu iz leta 2002 | Etnična sestava po popisu iz leta 2002 | Etnična sestava po popisu iz leta 2002 |
| -------------------------------------- | -------------------------------------- | -------------------------------------- | -------------------------------------- | -------------------------------------- |
| Srbi                                   | Srbi                                   |                                        | 1.863                                  | 88,88%                                 |
| Slovaki                                | Slovaki                                |                                        | 46                                     | 2,19%                                  |
| Hrvati                                 | Hrvati                                 |                                        | 43                                     | 2,05%                                  |
| Jugoslovani                            | Jugoslovani                            |                                        | 31                                     | 1,47%                                  |
| Madžari                                | Madžari                                |                                        | 19                                     | 0,90%                                  |
| Romi                                   | Romi                                   |                                        | 17                                     | 0,81%                                  |
| Rusini                                 | Rusini                                 |                                        | 12                                     | 0,57%                                  |
| Muslimani                              | Muslimani                              |                                        | 10                                     | 0,47%                                  |
| Črnogorci                              | Črnogorci                              |                                        | 8                                      | 0,38%                                  |
| Čehi                                   | Čehi                                   |                                        | 7                                      | 0,33%                                  |
| Bunjevci                               | Bunjevci                               |                                        | 7                                      | 0,33%                                  |
| Albanci                                | Albanci                                |                                        | 6                                      | 0,28%                                  |
| Ukrajinci                              | Ukrajinci                              |                                        | 4                                      | 0,19%                                  |
| Nemci                                  | Nemci                                  |                                        | 4                                      | 0,19%                                  |
| Slovenci                               | Slovenci                               |                                        | 2                                      | 0,09%                                  |
| Makedonci                              | Makedonci                              |                                        | 2                                      | 0,09%                                  |
| Romuni                                 | Romuni                                 |                                        | 1                                      | 0,04%                                  |
| Neznano                                | Neznano                                |                                        | 3                                      | 0,14%                                  |